# Портленд Тимберс (2001—2010)
«По́ртленд Ти́мберс» (англ. Portland Timbers) — бывший американский профессиональный футбольный клуб из города Портленд штата Орегон. С 2001 по 2010 годы выступал в различных лигах второго уровня.
20 марта 2009 года городу Портленд была присуждена франшиза MLS. Клуб, сохранивший название «Портленд Тимберс», начал выступление в 2011 году.

## История
31 августа 1999 года организация Portland Family Entertainment объявила о создании в Портленде франшизы A-League, второго по уровню дивизиона, которая начнёт выступление в 2001 году. 17 июля 2000 года было объявлено название будущего клуба — «Портленд Тимберс», в честь команды, выступавшей в Североамериканской футбольной лиге в 1970-е годы. Был продемонстрирован логотип «Тимберс». Главным тренером и техническим директором клуба был представлен английский специалист Бобби Хау. Также было объявлено о сотрудничестве с Umbro International.
27 февраля 2001 года клуб подписал пятерых первых игроков — Даррен Сауацки, Брайан Уинтерз, Джефф Кларк, Грег Хауз и Вадим Толстолуцкий заключили многолетние контракты. Свой дебютный матч «Портленд Тимберс» провёл 28 апреля 2001 года в гостях у «Эль-Пасо Пэтриотс», потерпев поражение со счётом 1:2 в овертайме. Автором первого гола в истории «Тимберс» стал полузащитник Брайан Келли, взятый в аренду из клуба MLS «Лос-Анджелес Гэлакси». Первую победу «Портленд Тимберс» одержал 6 мая 2001 года в рамках Открытого кубка США, обыграв со счётом 4:1 клуб «Нортерн Невада Эйсиз», представлявший третий дивизион. Первый домашний матч на «Пи-джи-и Парк» «Портленд Тимберс» провёл 11 мая 2001 года против «Сиэтл Саундерс», одолев принципиального соперника со счётом 2:0 в присутствии 12 295 болельщиков. В регулярном чемпионата сезона 2001 клуб финишировал в Западной конференции на четвёртой позиции. В первом раунде плей-офф пройдя «Шарлотт Иглз», в четвертьфинале оказался слабее «Херши Уайлдкэтс».
В сезоне 2002 клуб занял в Тихоокеанском дивизионе Западной конференции второе место. В плей-офф оступился в первом раунде, выбыв от «Ванкувер Уайткэпс».
В сезоне 2003 клуб впервые не смог пробиться в постсезон, заняв в Тихоокеанском дивизионе Западной конференции третье место.
В сезоне 2004 «Портленд Тимберс» стал победителем регулярного чемпионата, набрав 57 очков (18 выигрышей, 3 ничьи и 7 проигрышей). Но из плей-офф выбыл в первой же стадии, в полуфинале конференции, потерпев неудачу в двухматчевом противостоянии с «Сиэтл Саундерс».
10 ноября 2004 года организация United Soccer Leagues объявила о реструктуризации своих двух профессиональных лиг, A-League была преобразована в USL First Division.
В сезоне 2005 «Портленд Тимберс» в итоговой турнирной таблице занял четвёртое место. В плей-офф повторился прошлогодний сценарий — поражение в первом раунде от «Сиэтл Саундерс» по сумме двух матчей. 11 октября 2005 года главный тренер Бобби Хау был уволен, генеральный менеджер Джим Тейлор подал в отставку. 20 декабря 2005 года главным тренером и генеральным менеджером был назначен Крис Агнелло.
Сезон 2006 клуб закончил на одиннадцатом, предпоследнем, месте в таблице. 26 ноября 2006 года Крис Агнелло был освобождён от занимаемых должностей, его сменил Гэвин Уилкинсон, ранее являвшийся ассистентом главного тренера.
В сезоне 2007 «Портленд Тимберс» регулярный чемпионат завершил на второй позиции. В четвертьфинале плей-офф прошёл «Ванкувер Уайткэпс», в полуфинале уступил «Атланте Силвербэкс» в упорном противостоянии.
В сезоне 2008 «Тимберс» стал худшим клубом лиги, финишировав на дне турнирной таблицы, одиннадцатым.
В сезоне 2009 «Портленд Тимберс» не проигрывал 24 матча подряд — с конца апреля по начало сентября. Набрав 58 очков (16 выигрышей, 10 ничей и 4 проигрыша), выиграл регулярный чемпионат. Как обладатель Кубка комиссионера перескочил через четвертьфинальный раунд плей-офф, но в полуфинале был остановлен «Ванкувер Уайткэпс».
7 января 2010 года Федерация футбола США объявила о формировании на сезон 2010 временной Division 2 Professional League, в которую вошли клубы из USL и NASL.
В сезоне 2010 «Портленд Тимберс» занял в конференции USL третье место. Из плей-офф выбыл в первой стадии, четвертьфинале, вновь оступившись на «Ванкувер Уайткэпс».

## Последний состав
По состоянию на 1 сентября 2010 года

| №  |                     | Поз. | Имя             | Год рождения |
| -- | ------------------- | ---- | --------------- | ------------ |
| 0  | Флаг США            | Вр   | Стив Кронин     | 1983         |
| 1  | Флаг США            | Вр   | Мэтт Пиздровски | 1986         |
| 2  | Флаг Канады         | ПЗ   | Дерек Годет     | 1989         |
| 4  | Флаг США            | Защ  | Джош Кэмерон    | 1986         |
| 5  | Флаг США            | Защ  | Куавас Кёрк     | 1988         |
| 6  | Флаг Новой Зеландии | Защ  | Кэмерон Ноулз   | 1982         |
| 7  | Флаг США            | ПЗ   | Брайан Фарбер   | 1982         |
| 8  | Флаг США            | ПЗ   | Родриго Лопес   | 1987         |
| 11 | Флаг Швеции         | ПЗ   | Йохан Классон   | 1981         |
| 12 | Флаг США            | ПЗ   | Тони Макманус   | 1980         |
| 13 | Флаг США            | Защ  | Стивен Кил      | 1983         |
| 14 | Флаг Гаити          | ПЗ   | Джеймс Марселен | 1986         |
| 15 | Флаг Шотландии      | Защ  | Иан Джой        | 1981         |
| 16 | Флаг США            | ПЗ   | Алекс Нимо 1    | 1990         |

| №  |                  | Поз. | Имя             | Год рождения |
| -- | ---------------- | ---- | --------------- | ------------ |
| 17 | Флаг США         | Защ  | Скот Томпсон    | 1981         |
| 18 | Флаг США         | Нап  | Даг Демартин    | 1986         |
| 19 | Флаг США         | Нап  | Джордж Джостен  | 1986         |
| 20 | Флаг Канады      | Защ  | Росс Смит       | 1980         |
| 21 | Флаг Ганы        | ПЗ   | Калиф Альхассан | 1990         |
| 22 | Флаг США         | ПЗ   | Кит Сэвидж      | 1985         |
| 23 | Флаг США         | ПЗ   | Райан Поур      | 1983         |
| 24 | Флаг США         | Вр   | Эйдин Браун     | 1978         |
| 25 | Флаг Сальвадора  | Защ  | Стив Пёрди      | 1985         |
| 27 | Флаг Нигерии     | Нап  | Брайт Дайк      | 1987         |
| 29 | Флаг Нидерландов | Нап  | Ибад Мухамаду   | 1982         |
| 30 | Флаг Японии      | Нап  | Такаюки Судзуки | 1976         |
| 33 | Флаг США         | Защ  | Кевин Голдзуэйт | 1982         |
| 98 | Флаг Гамбии      | Защ  | Мамаду Дансо    | 1983         |

1) в аренде из «Реал Солт-Лейк»

## Владельцы
- Portland Family Entertainment (2001—2003)
- Pacific Coast League (2004)
- Portland Baseball Investment Group (2005—2006)
- Shortstop LLC (2007—2010)

## Президенты
- Маршалл Гликман (2001)
- Марк Шустер (2002—2003)
- Том Ласли (2004, и. о.)
- Джон Каннингем (2005—2006)
- Мерритт Полсон (2007—2010)

## Главные тренеры
- Бобби Хау (2001—2005)
- Крис Агнелло (2006)
- Гэвин Уилкинсон (2007—2010)

## Достижения
A-League
- Обладатель Кубка комиссионера (победитель регулярного чемпионата): 2004

USL First Division
- Обладатель Кубка комиссионера (победитель регулярного чемпионата): 2009

## Статистика выступлений
| Сезон | Лига                | Регулярный чемпионат                               | Плей-офф            | Открытый кубок США  | Средняя посещаемость |
| ----- | ------------------- | -------------------------------------------------- | ------------------- | ------------------- | -------------------- |
| 2001  | USL A-League        | 4-е место (Запад)                                  | четвертьфинал       | не квалифицировался | 7 169                |
| 2002  | USL A-League        | 2-е место (Тихоокеанский)                          | 1-й раунд           | не квалифицировался | 6 260                |
| 2003  | USL A-League        | 3-е место (Тихоокеанский)                          | не квалифицировался | не квалифицировался | 5 871                |
| 2004  | USL A-League        | 1-е место (Запад)                                  | четвертьфинал       | 4-й раунд           | 5 628                |
| 2005  | USL First Division  | 5-е место                                          | четвертьфинал       | 4-й раунд           | 6 028                |
| 2006  | USL First Division  | 11-е место                                         | не квалифицировался | 3-й раунд           | 5 575                |
| 2007  | USL First Division  | 2-е место                                          | полуфинал           | 2-й раунд           | 6 851                |
| 2008  | USL First Division  | 11-е место                                         | не квалифицировался | 1-й раунд           | 8 567                |
| 2009  | USL First Division  | 1-е место                                          | полуфинал           | 3-й раунд           | 9 734                |
| 2010  | USSF D-2 Pro League | конференция USL: 3-е место, общий зачёт: 3-е место | четвертьфинал       | 3-й раунд           | 10 727               |